# Stuart (Nebraska)
Stuart, Nebraska is een dorpje in de VS. Stuart ligt op 1240 mijl (1995 km) van Washington D.C. en op 179 mijl (288 km) van de hoofdstad van Nebraska (Lincoln). Het ligt in Holt County, tussen Bassett en Atkinson en aan de US Hwy 20 en de Elkhorn rivier. Het gebied bestaat uit 1581 m² landoppervlakte en 0 m² wateroppervlakte. Er wonen ongeveer 650 mensen in het dorp, en dit aantal daalt gestaag. Het merendeel van de inwoners is blank. Hun voorouders kwamen grotendeels uit Duitsland.
Stuart heeft een atletiekclub, en er zijn vele sport- en jeugdactiviteiten te vinden. Het dorp heeft een watertoren welke is gerenoveerd in 2000, en het laatste grote project was het bestraten van West Main Street. Ook zijn er een elektriciteitscentrale, bejaardentehuis, een klein hotel, kampeerterrein, restaurant, twee kerken (katholieke kerk en community kerk) en een klein museum over de lokale geschiedenis te vinden; het White Horse Museum. 

## Geschiedenis
De eerste mensen gingen in dit gebied wonen in 1870. Het dorp werd genaamd naar een Schotse zeekapitein, Peter Stuart, die de eerste postdirecteur van de nederzetting was.

## Plaatsen in de nabije omgeving
De onderstaande figuur toont nabijgelegen plaatsen in een straal van 36 km rond Stuart.